# Hieracium loscosianum
Hieracium loscosianum es una especie de planta con flor del género Hieracium, de la familia Asteraceae, orden Asterales.

## Distribución
Hieracium loscosianum se distribuye por España y las Islas Baleares.

## Taxonomía
Fue descrita científicamente por Scheele.